# Feministische Partei Die Frauen
Die Feministische Partei Die Frauen (Eigenschreibweise: Feministische Partei DIE FRAUEN, Kurzbezeichnung: DIE FRAUEN) ist eine deutsche Kleinpartei.

## Inhaltliches Profil
Die Partei stellt laut eigener Aussage die Sichtweise von Frauen in den Mittelpunkt ihrer Politik. Selbsterklärtes Ziel der Partei ist die Gestaltung einer herrschaftsfreien Gesellschaft, in der nicht auf Kosten von Frauen, anderer Völker oder der Natur gelebt wird, sowie eine Gesellschaft, in der für alle Personen, unabhängig von ihrem Geschlecht, ihrer Herkunft, ihrer Nationalität gleichwertige Lebensbedingungen bestehen.
Sie setzt sich in ihrem Parteiprogramm für die Verwirklichung der Rechte auf Selbstbestimmung in Bezug auf Schwangerschaft, Sexualität und Wahl der Lebensweise ein, sie wirkt auf die ökonomische Unabhängigkeit von Frauen hin und wendet sich gegen jede Form von Gewalt, Sexismus und Rassismus.
Des Weiteren geht die Partei davon aus, dass Mensch, Tier und Umwelt verknüpft sind. Die Störung des Gleichgewichts der Natur ziehe Folgen an anderen Stellen nach sich. Die Herrschaft des Menschen über die Natur sei lange nicht angetastet worden, ebenso wenig wie die Herrschaft des Mannes über die Frau. Es sei daher kein Zufall, dass sich Feministinnen für Tiere einsetzen.
Die Partei lehnt die Liberalisierung von Prostitution ab und befürwortet das nordische Modell. Ebenso lehnt sie das geplante Selbstbestimmungsgesetz für transgeschlechtliche Menschen ab.
Das Motto der Feministinnen lautet: „Frauen, wenn wir heute nichts tun, leben wir morgen wie vorgestern!“

## Struktur
Außer dem Bundesverband bestehen die Landesverbände Bayern und Berlin. Als oberstes Organ der Partei entscheidet die „Bundesmitfrauenversammlung“ über die Politik und das Programm der Partei. Auf ihren Beschluss können Bundesarbeitsgemeinschaften und Projektgruppen gebildet werden.
Der Partei können Frauen und Männer beitreten, die das 14. Lebensjahr vollendet haben. In Parteiämter können gleichermaßen Frauen und Männer gewählt werden.

## Geschichte
Der Anlass für die Gründung der Feministischen Partei Die Frauen war der Frauenstreiktag am 8. März 1994. Anfang der 1990er Jahre befand sich die Frauenbewegung in der Bundesrepublik in einer Phase der Zersplitterung und Marginalisierung, wodurch sie politisch kaum noch Einfluss hatte. Um diese Bewegung wieder zu beleben und die Diskriminierung von Frauen in allen gesellschaftlichen Bereichen stärker ins öffentliche Bewusstsein zu rücken, entschieden Frauen aus der Region Köln/Bonn im Herbst 1992, sich am Schweizer Frauenstreik von 1991 zu orientieren und am Internationalen Frauentag 1994 einen bundesweiten Frauenstreiktag zu organisieren. Nach dem Streikaufruf bildeten sich zahlreiche Streikkomitees auf lokaler Ebene, deren Aktionen auf einem überregionalen Vorbereitungstreffen in Kassel koordiniert wurden. Mit etwa einer Million Teilnehmerinnen war der Streiktag ein unerwarteter Erfolg. Die Organisatorinnen überlegten daraufhin, wie sie die bestehenden Strukturen erhalten und politisch effektiver gestalten könnten. Dabei standen sie vor der Wahl, sich entweder in einem Verein, Verband oder Netzwerk zu organisieren, oder eine politische Partei zu gründen. Schließlich entschieden sich 22 der 60 anwesenden Frauen für die Gründung einer feministischen Partei, während ein Teil der anderen Frauen im Januar 1995 das Bundesweite Feministische Bündnis (BfB) ins Leben rief, das als Brücke zwischen ost- und westdeutschen Frauen fungieren sollte.
Kurz nach der Gründungsversammlung am 11. Juni 1995 in Kassel, an der über 300 Frauen teilgenommen hatten, entstanden die ersten innerparteilichen Konflikte. Als die ehemalige Grünen-Bundestagsabgeordnete Jutta Oesterle-Schwerin, eine der Hauptinitiatorinnen der Parteigründung, zur Bundesgeschäftsführerin und Bundessprecherin der Feministischen Partei ernannt wurde und eine vom Arbeitsamt mitfinanzierte Stelle als Referentin erhielt, sahen Kritikerinnen das Machtgleichgewicht innerhalb der siebenköpfigen Bundessprecherinnenrunde in Gefahr. Ähnlich wie bei der Frauenpartei entwickelte sich daraufhin eine heftige parteiinterne Debatte über die Problematik von Ämterkonzentration und Machtstrukturen. Die von der Bundessprecherinnenrunde gestellten Ausschlussanträge gegen vier „Dissidentinnen“, die sich mit Gleichgesinnten zu einer „Feministischen Plattform“ zusammengeschlossen hatten, mussten auf Beschluss einer außerordentlichen „Bundesmitfrauenversammlung“ im April 1997 zurückgenommen werden. Zudem lehnte die Feministische Partei zu diesem Zeitpunkt eine Fusion mit der bereits bestehenden Frauenpartei ab. Ein Zusammenschluss der beiden Organisationen kam erst zustande, nachdem die internen Streitigkeiten in der Feministischen Partei beigelegt worden waren. Dies wurde durch die Wahl einer „Dissidentin“ in die Bundessprecherinnenrunde und den freiwilligen Rückzug Oesterle-Schwerins aus ihren Vorstandsämtern ermöglicht.
Am 2. März 1997 nahmen die Kreisverbände Darmstadt und Frankfurt als erste regionale Verbände der Feministischen Partei an einer Wahl teil – den Kommunalwahlen in Hessen. Dabei erzielten sie 1,9 Prozent in Darmstadt und 0,7 Prozent in Frankfurt am Main. Von 2001 bis 2011 hatte sie mit einer Abgeordneten in Darmstadt ein kommunales Mandat inne.
Bei der Europawahl 2004 erreichte die Partei eine Stimmenanzahl von 145.000, was 0,6 % entsprach, womit sie staatliche Parteienfinanzierung von 2004 bis 2008 erhielt. Zur Bundestagswahl 2005 trat die Partei nur in Bremen, Berlin und Bayern an. Zur Europawahl am 7. Juni 2009 erreichte sie 86.754 Stimmen (0,3 %) und damit keine staatliche Finanzierung mehr, da sie bei keinen Landtagswahlen der letzten Jahre 1 % der Stimmen erhielt und zur Bundestagswahl 2009 nicht antrat.
Am 30. Oktober 2010 fand die erste Europäische Konferenz der Feministischen Parteien im spanischen Valencia statt. Dabei wurde ein Dachverband der feministischen Parteien in Europa gegründet. Die Initiativa Feminista aus Spanien, die Partia Kobiet (Frauenpartei) aus Polen und die Feministiskt initiativ aus Schweden gründeten gemeinsam mit der Feministischen Partei DIE FRAUEN einen Koordinationsrat als Dachorganisation der Feministischen Parteien in Europa. FUN heißt das Netzwerk, das um politische Gruppen aus weiteren Ländern erweitert wurde.

## Logo

Bis 2022 verwendetes Logo

Das langjährige Logo, ein rechts angeschnittener Kreis mit orangem Mittelpunkt, einem grünen und einem roten Kreis herum, wurde von Ursula Hirsch entworfen. Die Farben Rot-Grün-Orange hat sie eigenen Angaben zufolge einem Plakat zum Internationalen Frauentag, dem Frauen-Streiktag am 8. März 1994 entnommen. Der Kreis gilt als wichtigstes, ursprünglichstes Zeichen für Weiblichkeit. Seit 2022 verwendet die Partei eine abgewandelte Version dieses Logos.

## Wahlergebnisse

### Landtagswahlen
- Berlin: 2006 0,3 %; 2021 0,0 % (nur Wahlkreiskandidaten)[13]; 2023 0,0 %[14] (Wiederholungswahl von 2021)
- Bremen: 2003 0,3 %; 2007 0,5 %[15]
- Hamburg: 2004 0,2 %
- Hessen: 1999 0,2 %; 2003 0,3 %
- Niedersachsen: 1998 0,2 %
- Nordrhein-Westfalen: 2000 0,0 %
- Schleswig-Holstein: 2000 0,3 %
- Thüringen: 1999 0,5 %

### Bundestagswahlen
- 1998 0,1 %
- 2002 0,1 %
- 2005 0,1 %
- 2013 0,0 %[16]
- 2017 nur Wahlkreiskandidaten

### Europawahlen
- 1999 0,4 %
- 2004 0,6 %
- 2009 0,3 %
- 2014 nicht angetreten[17]
- 2019 0,1 %[18]
- 2024 nicht angetreten